# Lex Rubria de Gallia Cisalpina

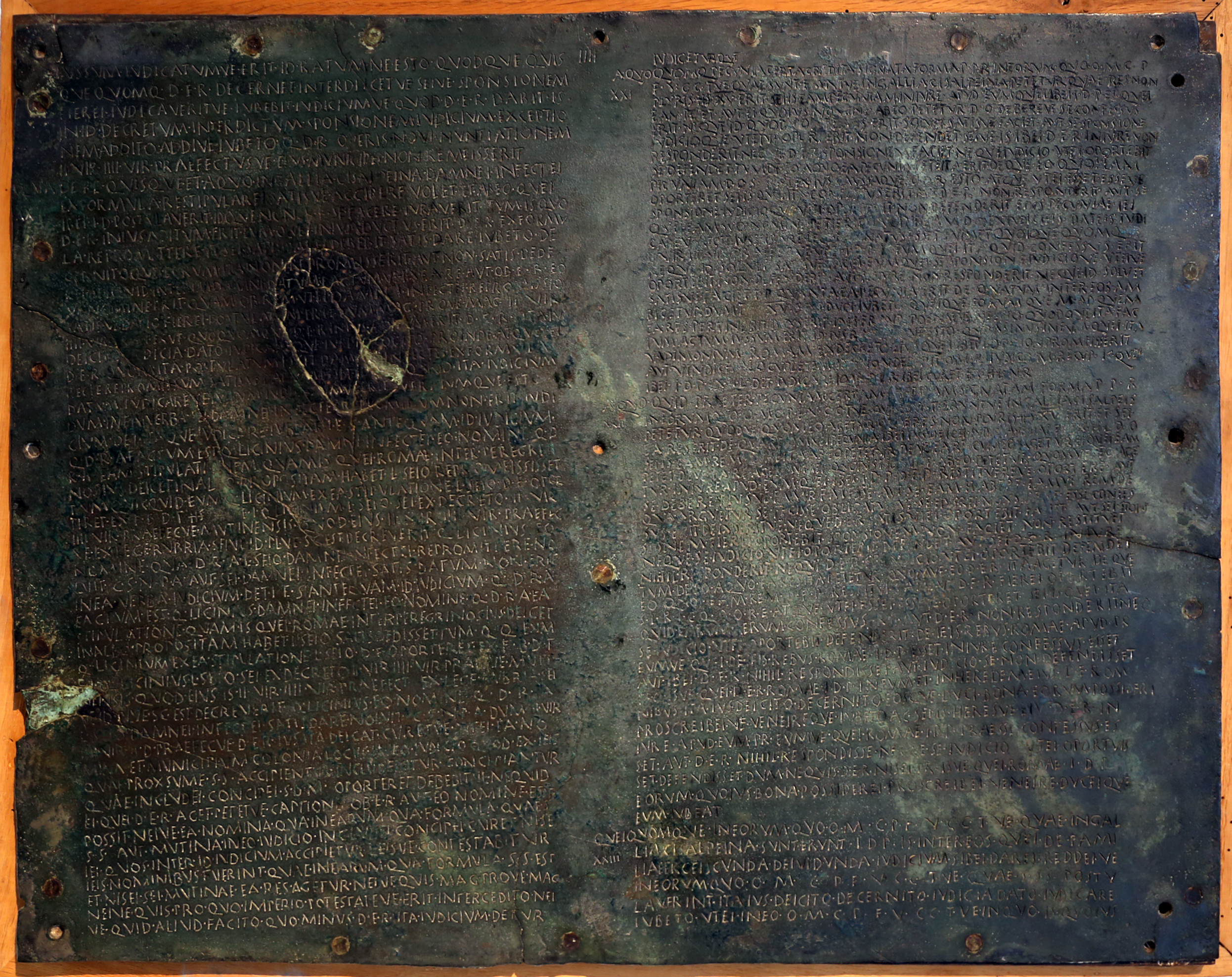
Lex Rubria de Gallia Cisalpina

La Lex Rubria de Gallia Cisalpina è un frammento di un'iscrizione bronzea di età tardorepubblicana rinvenuta negli scavi archeologici di Velleia, situati nell'omonima frazione del comune di Lugagnano Val d'Arda, in provincia di Piacenza, e conservata nel museo archeologico nazionale di Parma.
Il frammento misura 54 cm di altezza per 72 di larghezza e, in origine, era la quarta di almeno cinque tavole contenenti il testo integrale dell'intera legge. Il frammento presenta due colonne, rispettivamente di 52 e 58 righe, a causa della diversa grafia, riportanti la parte finale dell'articolo XIX, gli interi articoli XX, XXI e XXII e la parte iniziale dell'articolo XXIII.

## Storia
Si tratta di una lex rogata proposta da un certo Rubrius con il nome di De Gallia Cisalpina, trattante diverse disposizioni da applicare in quella regione inclusi i poteri e le competenze dei magistrati locali.
La datazione del frammento è oggetto di dibattiti: esso non dovrebbe essere precedente al 49 a.C., anno in cui Cesare concede la cittadinanza romana agli abitanti della Gallia Cisalpina e posteriore al 42 a.C., anno in cui la Gallia Cisalpina entra a far parte dell'Italia, tuttavia alcuni esperti sono arrivati a proporre un data più recente: il 41 a.C..
La tavola viene ritrovata nell'aprile del 1760, durante la prima serie di scavi al sito archeologico veleiate, in una posizione ad ovest del foro nei pressi della basilica. Dopo essere stata inizialmente conservata a Piacenza, nella casa del direttore degli scavi Antonio Costa, è spostata a Parma ed affissa ad una parete della reale biblioteca. Nel 1803 viene trasferita a Parigi, al Musée Central des Arts, insieme alla tabula alimentaria traianea e ad altri reperti provenienti dagli scavi oggetto delle spoliazioni napoleoniche. Dopo il congresso di Vienna, viene riportata a Parma, insieme a tutti gli altri oggetti che erano stati portati a Parigi.
Su iniziativa del nuovo direttore del museo parmense, Pietro De Lama, il frammento viene fatto restaurare nel 1817 da Pietro Amoretti, così come la tabula alimentaria traianea. Il restauro viene finanziato tramite un contributo del ministro degli esteri dell'impero asburgico, il principe di Metternich che aveva visitato il sito degli scavi il 5 settembre di quell'anno.

## Contenuto
L'articolo XIX tratta la difesa contro costruzioni che ledono il diritto di proprietà o un altro diritto reale e, in dettaglio, si occupa della operis novi nuntiatio una forma di tutela che prevedeva lo stop ai lavori di un'opera che minacciasse di procurare un danno. L'articolo XX si occupa del caso in cui il proprietario di un edificio pericolante non operi la cautio damni infecti: in quel caso, un'eventuale persona danneggiata avrebbe goduto dal magistrato di una actio ficticia ex stipulatu, come se la cautio fosse stata prestata.
Gli articoli XXI e XXII, sostanzialmente simmetrici, trattano la concessione della ductio e della missio in bona nei confronti di una persona confessus oppure indefensus nell'ambito di diverse azioni. Infine, il frammento dell'articolo XXIII si occupa del regime dell'actio familiae erciscundae.